# 晋安郡
晋安郡，中国古代的郡。

## 建置沿革

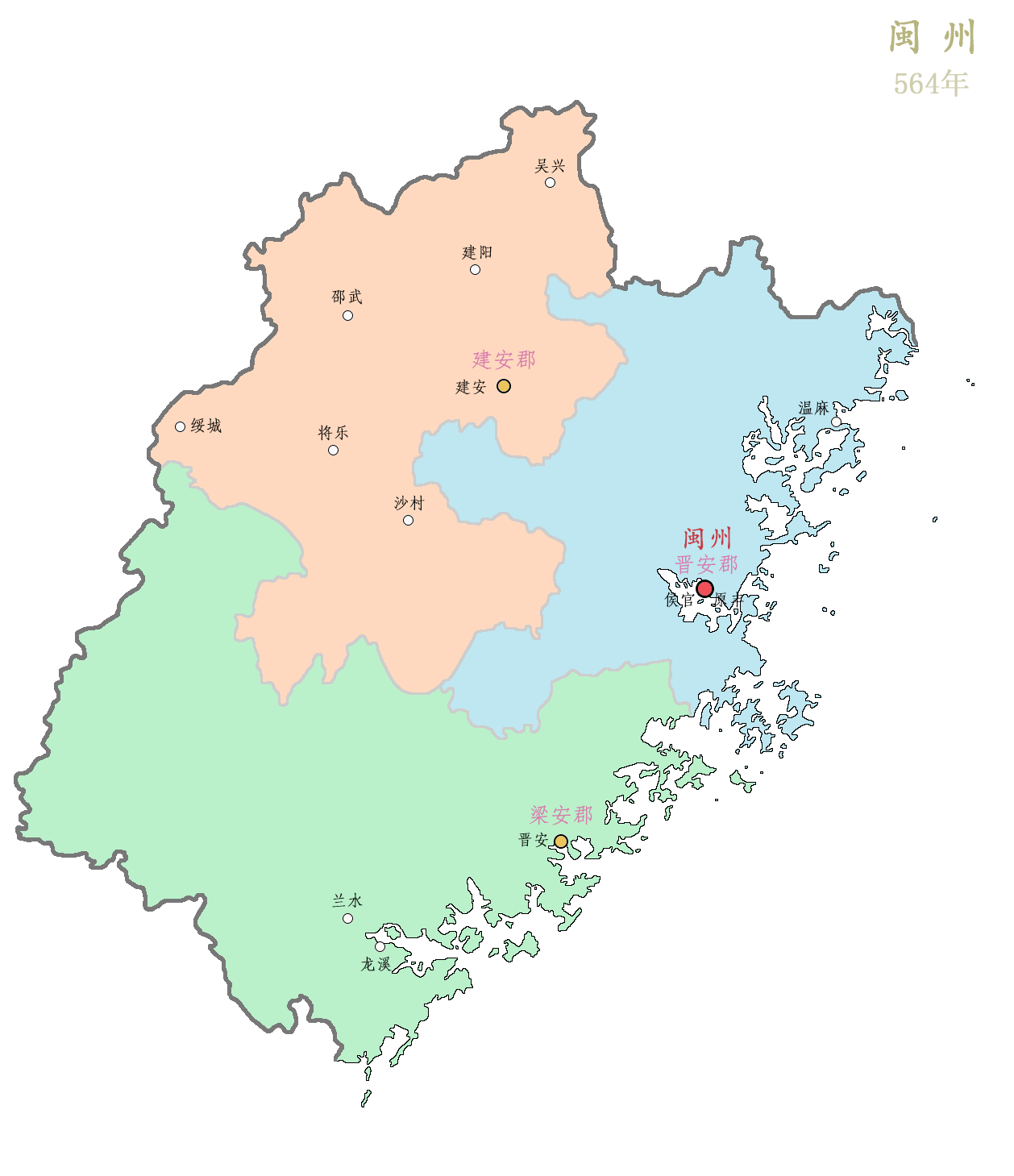
晋安郡（564年）

西晋太康三年（282年），分建安郡置晋安郡，治所在侯官县（今福建省福州市）。属扬州。下辖八县：原丰县、新罗县、宛平县、同安县、侯官县、罗江县、晋安县、温麻县。东晋属江州。辖境相当今福建省东部及南部。
宋明帝泰始四年（468年），改晋安郡为晋平郡。齊高帝建元元年（479年），复改晋平郡為晋安郡。梁天监后先后分置梁安郡、南安郡，辖境缩小，仅有今福建省东部地区，此时晋安县（治今泉州南安丰州镇）已属南安郡，不属于晋安郡。隋文帝开皇九年（589年）滅陳，廢晉安郡，其地屬泉州（711年之前的泉州指的是福州，与今泉州（时武荣州）不同）。

## 人口
- 晉武帝太康三年（282年），晉安郡有4300戶。[2]
- 宋孝武帝大明八年（464年），晉安郡有2843戶，19838口。[3]

## 行政長官

### 晉安太守（282年—454年）
- 林祿，字世蔭，黃門侍郎，晉明帝三年（325年）奉命出守晉安郡，（357年）於晉安辭世，為晉的五朝元老，晉太宗追封為晉安王
- 張茂度，吳郡吳人，晉安帝義熙七年（411年）因受盧循符書、供其調役而被免官。[4]
- 張暢，字少微，吳郡吳人，宋文帝時在任。[5]
- 沈雲子，吳興武康人，宋文帝時在任。[6]

### 晉安內史（460年—466年）
- 周景遠，雁門廣武人，宋明帝時除，未之郡，卒。[7]
- 劉瞻，彭城人，晉安王劉子勳稱帝後改為太守。[8]

### 晉安太守（466年—468年）
- 劉瞻，彭城人，晉安王劉子勳稱帝後由內史改稱，宋明帝泰始二年（466年）伏誅。[8]
- 孔靈產，會稽山陰人，宋明帝時罷官。[9]

### 晉平太守（471年—479年）
- 虞愿，字士恭，會稽餘姚人，宋後廢帝泰豫元年（472年）到元徽二年（474年）在任。[10]
- 王秀之，字伯奮，琅邪臨沂人，宋後廢帝元徽二年（474年）到三年（475年）在任。[11]
- 謝颺，陳郡陽夏人，宋後廢帝時在任。[12]
- 劉琨，彭城人，宋順帝時在任，齊高帝建元元年（479年）賜死。[13]

### 晉安內史（482年—502年）
- 到坦，彭城武原人，齊武帝時在任。[14]
- 王份，字季文，琅邪臨沂人，齊武帝時在任。[15]
- 謝微，字玄度，陳郡陽夏人，齊和帝中興元年（501年）離任。[16]

### 晉安太守（502年—506年）
- 范縝，字子真，南鄉舞陰人，梁武帝天監元年（502年）到四年（505年）在任。[17]
- 劉鬷，沛國相人，梁武帝天監初出任，天監五年（506年）改為內史。[18]

### 晉安內史（506年—531年）
- 劉鬷，沛國相人，梁武帝天監五年（506年）由太守改稱。[19]
- 江蒨，字彥標，濟陽考城人，梁武帝天監中在任。[15]
- 徐悱，字敬業，東海郯人，梁武帝普通五年（524年）卒官。[20]

### 晉安太守（531年—552年）
- 羊侃，字祖忻，泰山梁甫人，梁武帝中大通六年（534年）出任。[21]
- 臧厥，字獻卿，東莞莒人，梁武帝中期在任。[22]
- 謝篹，陳郡陽夏人，梁武帝時在任，卒官。[23]
- 蕭雲，蘭陵人，梁简文帝大宝元年（550年），把郡政讓给當地豪強陳羽。[24]
- 陳羽，晉安侯官人，梁元帝太清六年（552年）出任，承聖元年（552年）改為內史。[24]

### 晉安內史（552年—555年）
- 陳羽，晉安侯官人，梁元帝承聖元年（552年）由太守改稱，梁敬帝紹泰元年（555年）改為太守。[24]

### 晉安太守（555年—565年）
- 陳羽，晉安侯官人，梁敬帝紹泰元年（555年）由內史改稱，同年離任。[24]
- 陳寶應，晉安侯官人，梁敬帝紹泰元年（555年）到陳武帝永定元年（557年）在任。[24]
- 王質，字子貞，琅邪臨沂人，陳文帝天嘉二年（561年）出任。[25]
- 趙彖，陳文帝天嘉四年（563年）出任。[24]

## 國主

### 南朝宋晉安國（454年—460年）
| 晉安國（454年—460年）\|食邑3000戶 |              |                  |        |             |      |
| 以討鲁爽之功封                    |              |                  |        |             |      |
| 代數                              | 封爵         | 謚               | 姓名   | 在位時間    | 備註 |
| 1                                 | 晉安郡开国公 | （巴东郡）忠烈公 | 柳元景 | 454年—460年 |      |
| 改封巴东郡开国公                  |              |                  |        |             |      |

### 南朝宋晉安國（460年—466年）
| 晉安國（460年—466年）丨食邑2000戶 |          |    |        |             |                |
| 代數                              | 封爵     | 謚 | 姓名   | 在位時間    | 備註           |
| 1                                 | 晉安郡王 |    | 劉子勳 | 460年—466年 | 宋孝武帝第三子 |
| 即皇帝位，國除                    |          |    |        |             |                |

### 南朝宋晉平國（468年—471年）
| 晉平國（468年—471年）丨食邑3000戶 |          |      |        |             |                |
| 由山阳郡王改封                    |          |      |        |             |                |
| 代數                              | 封爵     | 謚   | 姓名   | 在位時間    | 備註           |
| 1                                 | 晉平郡王 | 剌王 | 劉休祐 | 468年—471年 | 宋文帝第十三子 |
| 伏誅，國除                        |          |      |        |             |                |

### 南朝齊晉安國（482年—494年）
| 晉安國（482年—494年）丨食邑2000戶 |          |    |        |             |              |
| 代數                              | 封爵     | 謚 | 姓名   | 在位時間    | 備註         |
| 1                                 | 晉安郡王 |    | 蕭子懋 | 482年—494年 | 齊武帝第七子 |
| 伏誅，國除                        |          |    |        |             |              |

### 南朝齊晉安國（494年—502年）
| 晉安國（494年—502年）丨食邑3000戶 |          |    |        |             |            |
| 代數                              | 封爵     | 謚 | 姓名   | 在位時間    | 備註       |
| 1                                 | 晉安郡王 |    | 蕭寶義 | 494年—502年 | 齊明帝長子 |
| 梁受禪，國除                      |          |    |        |             |            |

### 南朝梁晉安國（506年—531年）
| 晉安國（506年—531年）\|食邑8000戶 |          |    |      |             |              |
| 代數                              | 封爵     | 謚 | 姓名 | 在位時間    | 備註         |
| 1                                 | 晉安郡王 |    | 蕭綱 | 506年—531年 | 梁武帝第三子 |
| 立為皇太子，國除                  |          |    |      |             |              |

### 南朝梁晉安國（552年—555年）
| 晉安國（552年—555年） |          |    |        |             |              |
| 代數                  | 封爵     | 謚 | 姓名   | 在位時間    | 備註         |
| 1                     | 晉安郡王 |    | 蕭方智 | 552年—555年 | 梁元帝第九子 |
| 即皇帝位，國除        |          |    |        |             |              |

### 南朝陳晉安國（565年—589年）
| 晉安國（565年—589年） |          |    |        |             |              |
| 代數                  | 封爵     | 謚 | 姓名   | 在位時間    | 備註         |
| 1                     | 晉安郡王 |    | 陳伯恭 | 565年—589年 | 陳文帝第六子 |
| 陳亡，國除            |          |    |        |             |              |